# Is glubiny
Is glubiny (russisch Из глубины, wiss. Transliteration Iz glubiny, russisch für De profundis) ist eine Sammlung philosophischer und sozialer Artikel des früheren 20. Jahrhunderts über die Russische Revolution, die eine Fortsetzung einer anderen Artikelsammlung mit dem Titel Wechi (Wegzeichen) darstellt und von verschiedenen Autoren auf Initiative von Peter Struve verfasst wurde. Es handelt sich um den letzten Teil einer „Trilogie“, deren vorherige Teile die Sammlungen Probleme des Idealismus (1902) und Wegzeichen (1909) sind. Herausgeber ist der Philosoph und Publizist Peter Struve.
Der Titel der Sammlung „Aus der Tiefe“ sind die Anfangsworte von Psalm 130 (Vulgata: 129): „Aus der Tiefe rufe ich, Herr, zu Dir“ – diese Worte in lateinischer Sprache (De profundis) bilden auch den Titel des letzten Artikels von Simon L. Frank, dem die Idee für den endgültigen Titel der Sammlung zu verdanken ist (der ursprüngliche Titel lautete Sammlung Russkaja Mysl, russisch Русская мысль, „Russischer Gedanke“).
Die Sammlung entstand 1918 als Fortsetzung der damals geschlossenen Zeitschrift Russkaja Mysl (Русская мысль), aber ihr Vertrieb wurde verboten, und einige Zeit später wurde die gesamte auf Lager befindliche Auflage beschlagnahmt und vernichtet. Im Jahr 1967 wurde es von YMCA-Press in Paris auf der Grundlage eines von N. A. Berdjajew geretteten und ins Ausland gebrachten Exemplars neu aufgelegt, danach wurde es in der UdSSR illegal als Samisdat verbreitet. In der UdSSR wurde es 1991 offiziell zusammen mit der Sammlung „Wegzzeichen“ (Вехи) in der Reihe „ Aus der Geschichte des vaterländischen philosophischen Denkens“ (Из истории отечественной философской мысли) veröffentlicht.

## Inhalt
Vorwort des Herausgebers
- S. A. Askoldow:  Die religiöse Bedeutung der russischen Revolution / Религиозный смысл русской революции
- N. A. Berdjajew: Die Geister der Russischen Revolution / Духи русской революции
- S. N. Bulgakow: Auf dem Fest der Götter. Pro und Contra. Moderne Dialoge / На пиру богов. Pro et Contra. Современные диалоги
- Wjatsch. I. Iwanow: Unsere Sprache / Наш язык
- A. S. Isgojew: Sozialismus, Kultur und Bolschewismus / Социализм, культура и большевизм
- S. A. Kotljarewskij: Die Gesundung / Оздоровление
- W. N. Murawjow: Das Tosen des Volkes / Рёв племени
- P. I. Nowgorodzew: Über die Wege und Aufgaben der russischen Intelligenzija / О путях и задачах русской интеллигенции
- I. A. Pokrowskij: Der Fluch des Perun / Перуново заклятье
- P. B. Struwe: Die historische Bedeutung der russischen Revolution und die nationalen Aufgaben / Исторический смысл русской революции и национальные задачи
- S. L. Frank: De profundis / De profundis.

In seiner Besprechung einer deutschen Übersetzung des Sammelbandes De profundis („Aus der Tiefe“) führt der Osteuropahistoriker Leonid Luks den Philosophen  Pawel Nowgorodzew an, der darin zu dem Sammelband Wechi („Wegzeichen“) Stellung genommen hatte:

„1917 stellte es sich indes heraus, dass die Warnungen der ‚Wechi‘-Autoren durchaus begründet waren. Der Rechtswissenschaftler Pawel Nowgorodzew nimmt in ‚De profundis‘ ausdrücklich dazu Stellung: ‚(Die „Wechi“-Autoren) wollten die russische Intelligenzija dazu aufrufen, ihre alten Glaubenssätze zu überdenken‘, so Nowgorodzew. Dann schildert er die entrüstete Reaktion großer Teile der russischen Öffentlichkeit auf diesen Appell: ‚Die Intelligenzija muss nichts überdenken, sie muss nichts ändern – so lautete der Tenor der Kritik‘. So sei die Mehrheit der Intelligenzija ihrer utopistischen Denkweise, die bereits von den ‚Wechi‘ scharf angeprangert worden war, treu geblieben, einer Denkweise, die, so Nowgorodzew, ‚statt Heil nur Übel (bringt)‘, die ‚zwar das Paradies auf Erden (verspricht), doch häufig, die Hölle auf Erden (entfesselt)‘.“